# Ungheni (Iași)
Ungheni é uma comuna romena localizada no distrito de Iaşi, na região de Moldávia. A comuna possui uma área de 41.62 km² e sua população era de 4242 habitantes segundo o censo de 2007.